# Ratsch an der Weinstraße
Ratsch an der Weinstraße är en ort och tidigare kommun i Österrike. Den ligger i distriktet Leibnitz i förbundslandet Steiermark.
Kommunen slogs 1 januari 2015 samman med kommunerna Berghausen, Ehrenhausen och Retznei och bildade kommunen Ehrenhausen an der Weinstraße. Orten ligger nära gränsen till Slovenien. 
Till den tidigare kommunen hörde även orten Ottenberg.